# Sarah Vaughan with Clifford Brown
Sarah Vaughan with Clifford Brown, inizialmente pubblicato come Sarah Vaughan, è un album jazz del 1954 della cantante Sarah Vaughan con l'influente trombettista Clifford Brown, pubblicato dall'etichetta discografica EmArcy.
Il disco fu l'unica collaborazione tra i due, e l'album, che originariamente si intitolava soltanto Sarah Vaughan, venne ristampato con il nuovo titolo per enfatizzare la presenza di Brown sul disco. Ben accolto da critica e pubblico, anche se non senza qualche riserva, l'album viene considerato il capolavoro della Vaughan. Il disco è stato introdotto nella Grammy Hall of Fame nel 1999.
L'album è stato ristampato e riedito molte volte nel corso degli anni, e nel 2005 è stato ripubblicato in versione estesa dalla Lone Hill Records con il titolo Complete Recordings with Clifford Brown con l'aggiunta di 18 tracce bonus.

## Tracce
1. Lullaby of Birdland (George Shearing, George David Weiss) – 4:06
2. April in Paris (Vernon Duke, E.Y. "Yip" Harburg) – 6:26
3. He's My Guy (Gene de Paul, Don Raye) – 4:17
4. Jim (Caesar Petrillo, Edward Ross, Nelson Shawn) – 5:56
5. You're Not the Kind (Will Hudson, Irving Mills) – 4:48
6. Embraceable You (George Gershwin, Ira Gershwin) – 4:54
7. I'm Glad There Is You (Jimmy Dorsey, Paul Mertz) – 5:14
8. September Song (Maxwell Anderson, Kurt Weill) – 5:50
9. It's Crazy (Dorothy Fields, Richard Rodgers) – 5:01
10. Lullaby of Birdland (partial alternative take) (Shearing, Weiss) – 3:58*[5]

### Bonus tracksComplete Recordings with Clifford Brown(2005)
1. Lover Man (Jimmy Davis, Ram Ramirez, James Sherman) – 3:18[6]
2. Shulie a Bop (George Treadwell, Sarah Vaughan) – 2:41
3. Polka Dots and Moonbeams (Johnny Burke, Jimmy Van Heusen) – 2:35
4. Body and Soul (brano musicale) (Frank Eyton, Johnny Green, Edward Heyman, Robert Sour) – 3:14
5. They Can't Take That Away from Me (Gershwin, Gershwin) – 2:43
6. You Hit the Spot (Mack Gordon, Harry Revel) – 3:02
7. If I Knew Then (What I Know Now) (Eddy Howard, Dick Jurgens) – 2:30

## Crediti

### Musicisti
- Sarah Vaughan – voce
- Clifford Brown – tromba
- Paul Quinichette – sax tenore
- Herbie Mann – flauto
- Jimmy Jones – pianoforte
- Joe Benjamin – contrabbasso
- Roy Haynes – batteria, percussioni
- Ernie Wilkins – direzione musicale

### Produzione
- Robert Appleton – graphic design
- Michael Bourne – note interne
- William Claxton – fotografie
- Ken Druker – produttore esecutivo
- Herman Leonard – fotografie ristampa
- Bob Shad – produttore
- Mark Smith – assistente di produzione ristampa
- Sherniece Smith – coordinatore artistico
- Kiyoshi Tokiwa – remixing, ricerca
- Michael Ullman – note interne ristampa
- Ernie Wilkins – arrangiamento